# Nicky Salapu
Nicky Salapu (Pago Pago, 13 de septiembre de 1980) es un exfutbolista samoamericano que jugaba como arquero.
Comenzó su carrera en el PanSa de su país natal, y jugó algunos años en Austria e Indonesia. Es reconocido por haber sido el arquero de la selección de Samoa Americana en la derrota por 31-0 ante Australia en 2001, resultado récord en un encuentro de selecciones; y el del partido en que los samoamericanos derrotaron por 2-1 a Tonga en 2011, que representó la primera victoria del país desde que es miembro de la FIFA y la segunda en su historia.

## Carrera
Debutó en el año 2000 jugando para el PanSa, y con dicho club ganó cuatro veces la Liga FFAS, primera división del país, en 2000, 2001, 2002 y 2005. En 2008 viajó a Austria para jugar en el SC Mauerbach, un elenco de la Landesliga, la cuarta división austríaca. En 2011 regresaría al PanSa, aunque en 2012 volvería a dejarlo, esta vez para jugar en el Mitra Kukar, de la Super Liga de Indonesia, aunque se alejó del club en 2013. En 2014 regresó nuevamente al PanSa, donde se mantuvo hasta su retiro en 2019.

### Clubes
| Club         | País            | Año         |
| ------------ | --------------- | ----------- |
| PanSa        | Samoa Americana | 2000 - 2008 |
| SC Mauerbach | Austria         | 2008 - 2011 |
| PanSa        | Samoa Americana | 2011 - 2012 |
| Mitra Kukar  | Indonesia       | 2012 - 2013 |
| PanSa        | Samoa Americana | 2014 - 2019 |

### Selección nacional
Su debut con la selección de Samoa Americana se produjo el 7 de abril de 2001, en el primer partido de las eliminatorias de la OFC para la Copa Mundial de 2002, en el que serían goleados por Fiyi por 13-0. Después, en el segundo encuentro, serían goleados nuevamente por Samoa con un 8-0. El seleccionado samoamericano contaba con múltiples ausencias debido a ciertos problemas con las visas de los jugadores, por lo que se había convocado a varios futbolistas de hasta 15 años. Fue así como luego, Australia, que más adelante conseguiría el primer puesto del grupo y el pasaje a la siguiente fase, goleó 31-0 al combinado de Samoa Americana, con Salapu como arquero. Ese resultado es el más abultado entre dos selecciones y constituye un récord. En el último encuentro cerraron con una goleada de 5-0 contra Tonga.
Defendió los tres palos de su país nuevamente en la clasificación al Mundial 2006, pero por un problema con su visa no podría participar en los Juegos del Pacífico Sur 2007. Aun así, fue parte del equipo que logró la segunda victoria en la historia de la selección de Samoa Americana y la primera desde que es miembro de la FIFA, cuando vencieron 2-1 a Tonga en el marco de la clasificación para la Copa de las Naciones de la OFC 2012, que funcionaba también como eliminatorias para la Copa del Mundo de Brasil 2014. En el resto del torneo, el empate 1-1 ante las Islas Cook y la derrota por 1-0 a manos de Samoa dejaron a Samoa Americana sin chances de clasificar por primera vez al máximo torneo continental de Oceanía.

## Palmarés
| Título              | Club  | País            | Año  |
| ------------------- | ----- | --------------- | ---- |
| Liga de Fútbol FFAS | PanSa | Samoa Americana | 2000 |
| Liga de Fútbol FFAS | PanSa | Samoa Americana | 2001 |
| Liga de Fútbol FFAS | PanSa | Samoa Americana | 2002 |
| Liga de Fútbol FFAS | PanSa | Samoa Americana | 2005 |

## En la cultura popular
Los hechos acontecidos entre la derrota ante Australia y la victoria ante Tonga fueron contados en el documental Next Goal Wins, de 2014, y en la película homónima de Taika Waititi de 2023. En esta última es interpretado por Uli Latukefu.